# Salechard

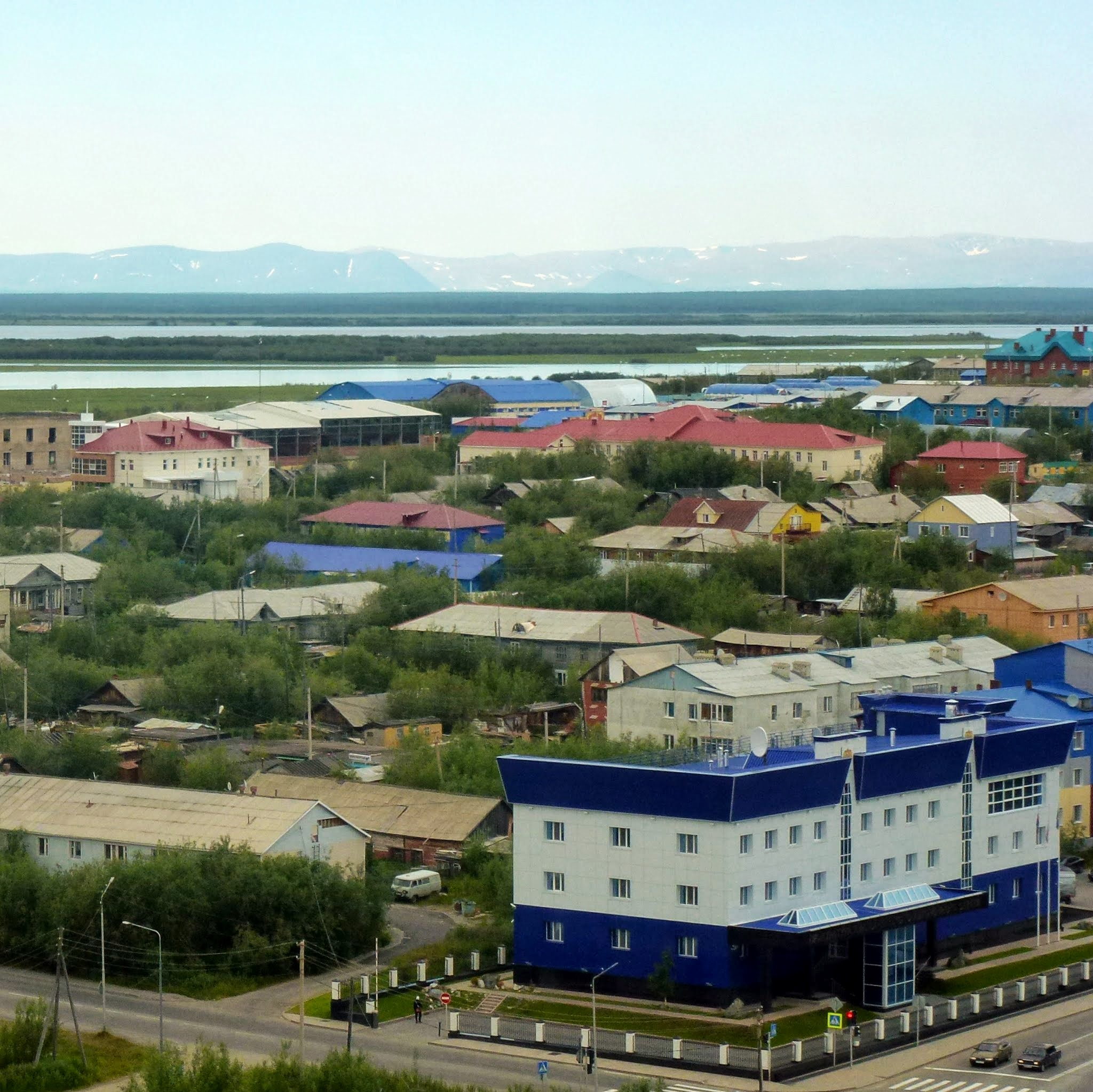
Blick über Salechard

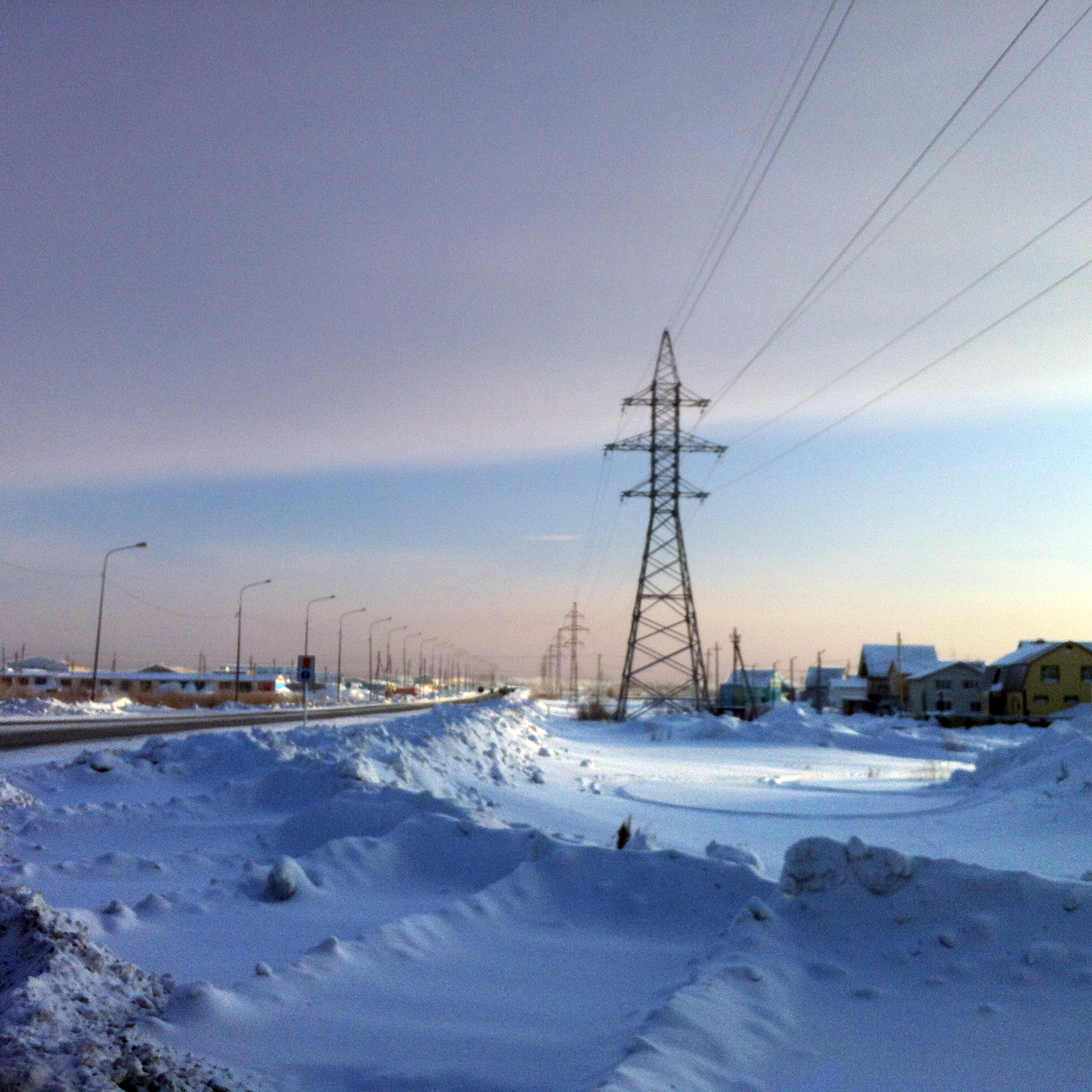
Ausfallstraße nach Aksarka

Salechard (russisch Салехард; nenzisch Саля'харад, Haus auf Halbinsel, chantisch Пуӆңават, Pułñawat) ist eine russische Stadt mit 42.544 Einwohnern (Stand 14. Oktober 2010) in Nordsibirien. Sie ist der Hauptort des Autonomen Kreises der Jamal-Nenzen.

## Geographie
Salechard befindet sich am rechten Ufer des Polui an dessen Mündung in den Ob, etwas oberhalb bzw. südwestlich des Obbusens. Unmittelbar nördlich von Salechard verläuft der nördliche Polarkreis, woran das Polarkreisdenkmal in der Stadt erinnert. Die Entfernung nach Moskau beträgt etwa 1950 km Luftlinie in südwestlicher Richtung. Die nächstgelegenen Städte sind Labytnangi, 16 km nordwestlich von Salechard am gegenüberliegenden Ob-Ufer gelegen, und Workuta, rund 155 km nordwestlich.
Das Klima ist subarktisch (Dfc) mit kurzen, mäßig warmen Sommern und langen eisigen Wintern.
|                       | Jan   | Feb   | Mär   | Apr   | Mai  | Jun  | Jul  | Aug  | Sep | Okt  | Nov   | Dez   |   |       |
| Mittl. Tagesmax. (°C) | −20,1 | −18,7 | −10,8 | −4,9  | 2,0  | 12,3 | 19,4 | 15,3 | 8,6 | −1,8 | −11,7 | −16,3 | ⌀ | −2,1  |
| Mittl. Tagesmin. (°C) | −29,7 | −28,2 | −21,3 | −15,2 | −5,6 | 3,7  | 9,5  | 6,5  | 2,0 | −7,9 | −20,2 | −25,6 | ⌀ | −10,9 |
|                       |       |       |       |       |      |      |      |      |     |      |       |       |   |       |
| Niederschlag (mm)     | 21    | 18    | 19    | 24    | 32   | 49   | 69   | 60   | 50  | 39   | 28    | 24    | Σ | 433   |
|                       |       |       |       |       |      |      |      |      |     |      |       |       |   |       |
| Regentage (d)         | 7     | 6     | 6     | 7     | 7    | 8    | 8    | 10   | 9   | 10   | 9     | 8     | Σ | 95    |

| −29,7 |

| −28,2 |

| −21,3 |

| −15,2 |

| −5,6 |

| 3,7 |

| 9,5 |

| 6,5 |

| 2,0 |

| −7,9 |

| −20,2 |

| −25,6 |

| −29,7 |

| −28,2 |

| −21,3 |

| −15,2 |

| −5,6 |

| 3,7 |

| 9,5 |

| 6,5 |

| 2,0 |

| −7,9 |

| −20,2 |

| −25,6 |

## Geschichte
Der Ort wurde 1595 als Kosakenfestung gegründet und hieß bis 1933 Obdorsk (Обдорск), was in der Komi-Sprache so viel wie „Ort am Ob“ bedeutet. Die ersten zivilen Siedler ließen sich hier 1635 nieder. Bis Ende des 18. Jahrhunderts verlor die Festung ihre strategische Bedeutung, stattdessen wurden in Obdorsk jedes Jahr Winterjahrmärkte veranstaltet. Außerdem wurde die Siedlung bisweilen als Verbannungsort genutzt.
1933 erhielt Obdorsk, das drei Jahre zuvor Hauptort des nationalen Kreises der Jamal-Nenzen geworden war, seinen nenzischen Namen Salechard, der wörtlich „Siedlung am Kap“ bedeutet. 1938 erhielt Salechard offiziell den Status einer Stadt. Ende der 1940er-Jahre begann man auf Weisung Stalins mit der Errichtung eines neuen Hafens in Nowy Port, rund 270 km nordöstlich von Salechard, und mit dem Ausbau der Polarkreiseisenbahn von Salechard nach Igarka am Jenissei. Nach dem Tode Stalins geriet das Projekt jedoch in Vergessenheit, und Salechard verlor an Bedeutung. Bis heute ist es nicht durch die Polarkreiseisenbahn mit dem westlicheren Workuta verbunden, da es keine Brücke über den Ob nach Labytnangi gibt.

### Bevölkerungsentwicklung
| Jahr | Einwohner |
| ---- | --------- |
| 1939 | 12.764    |
| 1959 | 16.567    |
| 1970 | 21.929    |
| 1979 | 24.935    |
| 1989 | 32.334    |
| 2002 | 36.827    |
| 2010 | 42.544    |

Anmerkung: Volkszählungsdaten

## Wappen
Beschreibung: In Silber ein rotgezungter und rotgeaugter schwarzer Fuchs.
Symbolik: Das Wappenbild war im Großen Russischen Wappen im rechten Wappenkreis von oben das Wappen drei im gevierten Schild mit Herzschild der ehemaligen Nordostprovinzen im Feld drei stellvertretend für die mit dem alten Namen Obdorsk  bezeichneten Region eingefügt.

## Flagge
Auf weißem Tuch ein rotgezungter und rotgeaugter schwarzer Fuchs.

## Wirtschaft
Die Industrie ist in Salechard mit einigen Nahrungsmittelbetrieben (u. a. Fischverarbeitung) eher schwach vertreten. Einen größeren Teil der wirtschaftlichen Infrastruktur der Stadt bilden Rohstoff- und Dienstleistungsbetriebe, darunter das Erdgasunternehmen Novatek, das hier seinen Hauptsitz hat, sowie Abteilungen der Großunternehmen Uralsvyazinform, Gazprom und Lukoil. Die Stadt ist Sitz der großen russischen Fluggesellschaft Yamal Airlines.

## Verkehrswesen
Salechard ist im Sommer per Fähre und im Winter per Eisstraße von Labytnangi erreichbar, wo bisher der fertiggestellte westliche Abschnitt der Polarkreiseisenbahn endet. Es gibt Vorbereitungen zum Bau der geplanten Ob-Brücke (kombiniert für Eisenbahn und Autoverkehr) nach Labytnangi im Rahmen der durchgehenden Inbetriebnahme der Polarkreiseisenbahn zwischen Obskaja und Nadym.
Die Stadt besitzt einen Flusshafen mit Verbindungen nach Chanty-Mansijsk und Omsk sowie einen Flughafen mit dem IATA-Code SLY. Eine Fernstraße nach Nadym ist im Bau.

## Söhne und Töchter der Stadt
- Wladimir Wwedenski (1956–2016), Biathlet
- Artjom Norin (* 1983), Skilangläufer
- Anna Frolina (* 1984), Biathletin
- Ion-Georgi Kostew (* 1990), Eishockeyspieler